# Lasiurus (mammifère)
Genre
Lasiurus est un genre de chauves-souris.

## Liste des espèces
- Lasiurus atratus (Handley, 1996)
- Lasiurus blossevillii (Lesson & Garnot, 1826)
- Lasiurus borealis (Müller, 1776) - Chauve-souris rousse
- Lasiurus castaneus (Handley, 1960)
- Lasiurus cinereus Beauvois, 1796
- Lasiurus degelidus (Miller, 1931)
- Lasiurus ebenus (Fazzolari-Correa, 1994)
- Lasiurus ega Gervais, 1856
- Lasiurus egregius (Peters, 1870)
- Lasiurus insularis
- Lasiurus intermedius
- Lasiurus minor (Miller, 1931)
- Lasiurus pfeifferi (Gundlach, 1861)
- Lasiurus salinae (Thomas, 1902)
- Lasiurus seminolus (Rhoads, 1895)
- Lasiurus varius (Poeppig, 1835)
- Lasiurus xanthinus, sydvästra Nordamerika.